# العقعق الأسود
العقعق الأسود (الاسم العلمي: Platysmurus leucopterus) هو نوع من الطيور في اسرة الغرابيات، على الرغم من اسمها فهي ليست من العقعق كما كان يعتقد منذ فترة طويلة.

## منطق تواجدها
تتواجد هذه الطيور في بروناي ، اندونيسيا ، ماليزيا ، ميانمار ، سنغافورة ، و تايلاند . كما تنتشر هذه السلالة في المناطق شبه الاستوائية أو المدارية الرطبة في الأراضي الواطئة للغابات .